# Simon Kernick
Simon Kernick (ur. 1966 w Slough, Berkshire) – brytyjski autor powieści sensacyjnych i kryminalnych. Obecnie mieszka w Oxfordshire wraz z żoną i dwiema córkami. Uczęszczał do Gillotts School w Oxfordshire, a następnie ukończył Brighton Polytechnic z dyplomem nauk humanistycznych. Początkowo pracował w Kernick MMT Computing w Londynie, lecz mimo że był cenionym pracownikiem, opuścił firmę by poświęcić się karierze pisarskiej.

## Książki

### Cykl Dennis Milne – w Polsce nie wydany
1. The Business of Dying (2002)
2. A Good Day to Die (2005)

### Pozostałe
- The Murder Exchange (2003)
- The Crime Trade (2004)
- Ścigany (Relentless, 2006)
- Osaczony (Severed, 2007)
- Termin (Deadline, 2008)
- Cel (Target, 2009)
- Ostatnie 10 sekund (The Last 10 Seconds, 2010)
- Zapłata (The Payback, 2011)
- Oblężenie (Siege, 2012)
- Ultimatum (2013)
- Three Weeks to Stay Alive (2014)
- The Final Minute (2015)